# Дрейзин, Евгений Михайлович
Евгений Михайлович Дрейзин (11 (23) августа 1878, Полтава — 4 февраля 1932, Калуга) — русский и советский композитор, музыкант, военный дирижёр.

## Биография
Родился в еврейской семье, родители были драматическими актёрами, гастролирующими по югу России. Жил в Киеве у знакомого музыканта, который подготовил его экстерном к сдаче экзаменов в Киевское музыкальное училище. Окончил Московскую консерваторию по классу скрипки в 1903 году и поступил во Владивостоке капельмейстером на бронепалубный крейсер «Аскольд».
Принимал участие в Русско-японской войне 1904—1905 гг. Был капельмейстером 26-го Восточно-Сибирского полка, которым командовал генерал-майор В.Г. Семёнов. Е. М. Дрейзин проявил героизм при обороне Порт-Артура. После сдачи крепости в числе других защитников попал в японский плен и находился в лагере Мацуяма.
По освобождении из плена служил в своём полку в Иркутске. Также занимался преподаванием в кадетском корпусе и сочинял музыку вальсов, маршей и романсов. В составе 7-й Сибирской стрелковой дивизии был на Северо-Западном фронте Первой мировой войны, где был ранен. Попал на излечение в город Калуга. Там руководил духовым оркестром военного училища и самодеятельными оркестрами. Сотрудничал с поэтом Константином Алтайским. 
Женился на Вере Михайловне Искос (в замужестве Дрейзин, 1902—1980). В августе 1925 года переселился с семьёй в Керчь, где жили его брат и мать. Работал руководителем оркестра в клубе водников, в городском театре создал симфонический оркестр; жена служила машинисткой в леспромхозе. В марте 1930 года вернулся в Калугу по настоятельной просьбе приезжавших оттуда музыкантов. Начался тяжёлый период жизни, вызванный жилищной неустроенностью и болезнью. Последние месяцы жил и работал в посёлке Полотняный Завод. Умер в Калуге. Погребён на Пятницком кладбище, могила не сохранилась.

## Семья
Дети стали музыкантами:
Сын — Альбин Евгеньевич Дрейзин (1922—1998), во время войны руководитель ансамбля Дома Красной Армии 13 армии; дочь — Элегия Евгеньевна Дрейзина (1923—2006), руководила хором калужского клуба Всероссийского общества слепых, была замужем за Вольфом Янкелевичем Блюменкранцем.

## Сочинения
- Вальс «Берёзка»;
- Вальс «Сибирский»;
- Вальс «На бивуаке»;
- Вальс «Белый цветок»;
- Вальс «Люблю Тебя»;
- Вальс-фантазия «Тайна Мазурских озёр»;
- Романс «Любя меня, люби мои ошибки»;
- Романс «Всегда с тобою»;
- Марш 26-го Восточно-Сибирского полка;
- Встречный марш РКСМ.
- Школа-азбука для обучения игре на духовых инструментах.